# Aaron Pierce
Aaron Pierce is een personage uit 24. Pierce werkt als speciale agent met de United States Secret Service. Pierce wordt gespeeld door Glenn Morshower.